# Carrozza Centoporte
Le carrozze Centoporte sono carrozze delle ferrovie italiane che prestarono servizio tra il 1928 e gli anni ottanta nel parco delle FS (Ferrovie dello Stato).

## Storia

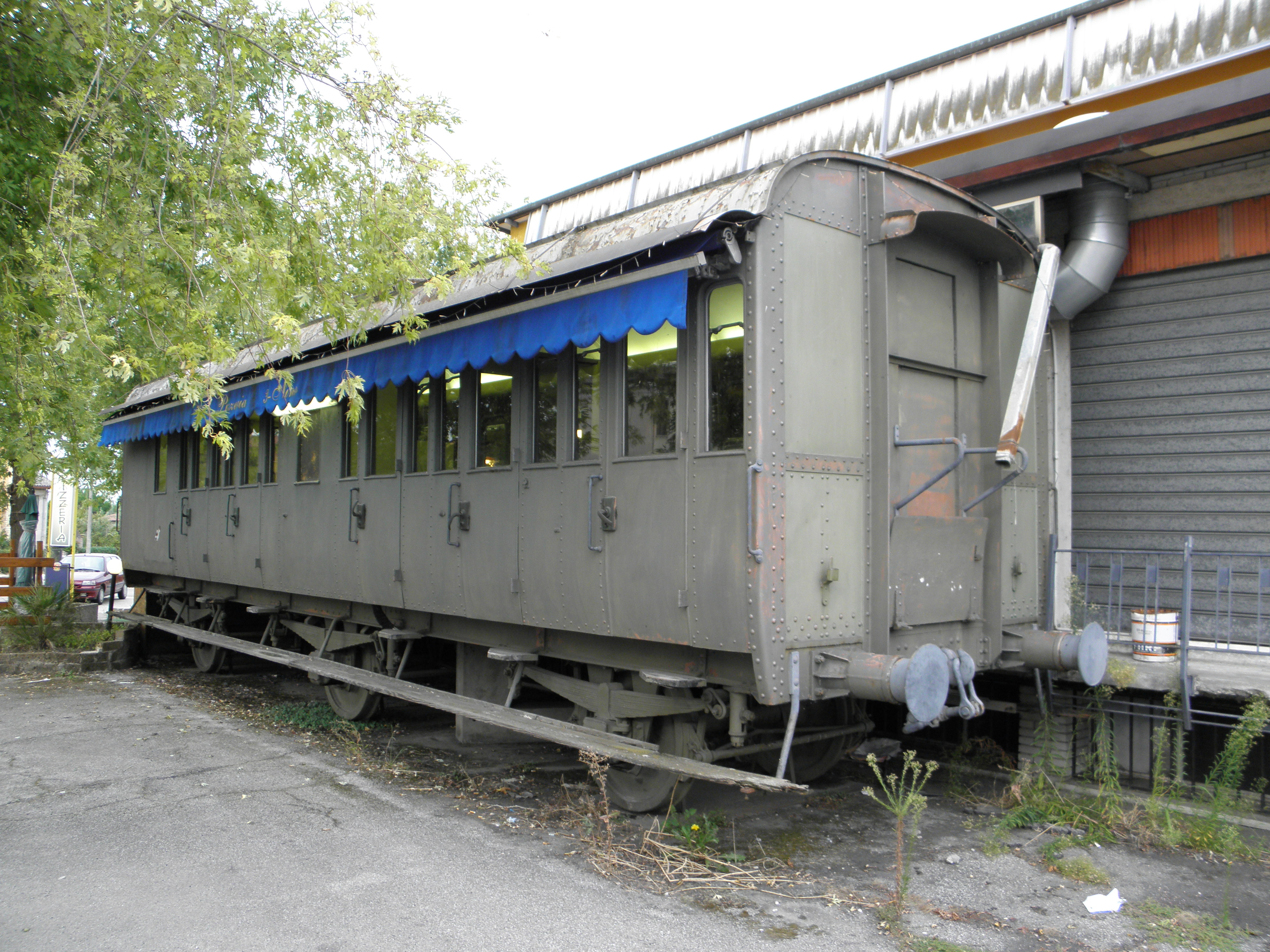
Una Centoporte tipo 1931R, utilizzata fino ai primi anni duemiladieci come sala ristorante a Costa di Rovigo, ora ceduta e con destinazione ignota.

Costruite in versione a 3 (Tipo 1929R e Tipo 1931R) e 4 assi (Tipo 1928R, Tipo 1933R, Tipo 1949R), tali carrozze erano progettate per treni locali con forte affollamento e, come tanti rotabili dell'epoca accomunati da uno schema concettualmente derivato dalle diligenze, risultavano caratterizzate da numerose porte per ogni fiancata (fino a dieci nel caso di alcune vetture a 4 assi) allo scopo di favorire la rapida salita e discesa dei passeggeri. Undici vetture furono trasformate in carrozze semipilota (6 di Tipo 1928RT e 5 di Tipo 1929RT).
Le centoporte furono tra le prime carrozze italiane a cassa metallica, anche se ottenute dalla trasformazione di carrozze con cassa a legno preesistenti (Tipo 1906 e Tipo 1910 per le 4 assi e carrozze appartenute alla Rete Adriatica per le 3 assi). I sedili interni, in legno, offrivano 78 posti (nel caso della più diffusa serie Bz 36.000). Il riscaldamento era a vapore o elettrico.
Le prime vetture avevano la coloritura «verde vagone», mutata a partire dal 1935 nel classico schema «castano-Isabella» e ulteriormente semplificata a «castano» a partire dal 1963; successivamente assunsero la coloritura «grigio ardesia» introdotta intorno alla metà degli anni sessanta.
Durante la seconda guerra mondiale varie Centoporte furono trasformate in carrozze-ospedale per il trasporto dei feriti (Tipo 1928RT). Alcune carrozze barellate furono successivamente usate per treni di pellegrini dirette verso santuari in Europa e furono le uniche centoporte adibite a servizio internazionale.
Sopravvivono, dopo la radiazione, 52 esemplari a disposizione della Fondazione FS per l'effettuazione di treni storici, oltre ad un numero imprecisato di vetture cedute o acquistate da privati.

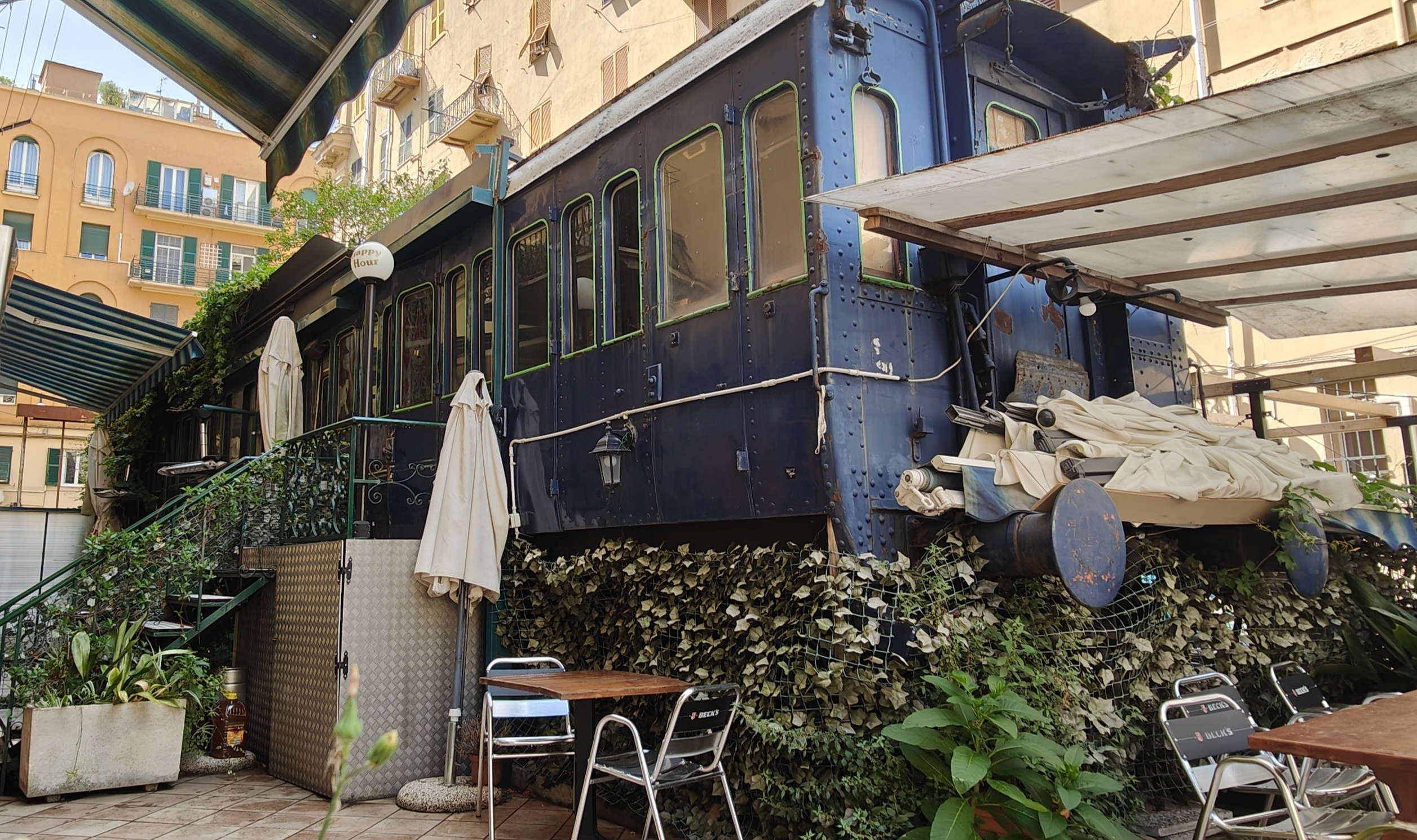
Carrozza fra palazzi usata come sala esterna coperta in un locale pubblico a Genova

## Prospetto riepilogativo
| Tipo     | Costruzione | Classificazione d'origine                          | Classificazione UIC                         | Assi | Quantità | Note |
| -------- | ----------- | -------------------------------------------------- | ------------------------------------------- | ---- | -------- | --- |
| 1928 R   | 1928/35     | Cz 39.000 (già 47.000) Cz 39.001-010 Cz 39 011-197 | -                                           | 4    | 198      | Riclassificate B 39.000 in occasione della soppressione della terza classe nel 1956                                                                                |
| 1928 R   | 1931/39     | Cz 36.000-999 Cz 37.000-299                        | -                                           | 4    | 1300     | Riclassificate B 36/27.000 in occasione della soppressione della terza classe nel 1956; 6 unità trasformate in semipilota, alcune per trasporto barellati          |
| 1928 R   | 1948/51     | Cz 37.300-417 Cz 37.599                            | -                                           | 4    | 119      | Riclassificate B 37.000 in occasione della soppressione della terza classe nel 1956; alcune unità trasformate per trasporto barellati                              |
| 1928 R   | ?           | -                                                  | 50 83 80-21 000-009 BM                      | 4    | 10       | Per trasporto barellati, ottenute dalla trasformazione di altrettante Cz 36.000 e 37.000; numerose altre carrozze furono riconvertite nel secondo dopoguerra       |
| 1928 R T | 1960        | npBDz 68.200-205                                   | 50 83 82-09 000-004 npBD                    | 4    | 6        | Ottenute dalla trasformazione di altrettante Cz 37.300-417 |
| 1928 R   | 1939/42     | Vdcz 803.001-005,007                               | -                                           | 4    | 6        | Uffici ambulanti ottenuti dalla trasformazione di altrettante 36.000, poi riconvertite tranne la 803.005                                                           |
| 1928 R   | 1941/42     | Vriz 815.001.036, 201                              | -                                           | 4    | 37       | Trasformazione di altrettante 36.000 per accompagnare il corpo di spedizione italiano in Russia, poi riconvertite                                                  |
| 1929 R   | ?           | Ciy 34.000-014 Ciy 34.400 -014                     | -                                           | 3    | 30       | Riclassificate Biy 34.000 in occasione della soppressione della terza classe nel 1956                                                                              |
| 1931 R   | 1931/33     | CDiy 67.000-069 CDiy 67.200-249 CDiy 67.400-449    | -                                           | 3    | 170      | Con comparto bagagli; riclassificate BDiy 34.000 in occasione della soppressione della terza classe nel 1956; 5 unità della serie 67.400 trasformate in semipilota |
| 1931 R T | ?           | npBDiy 68.900-903                                  | -                                           | 3    | 4        | Vetture pilota a 5 porte con comparto bagagli, derivate da trasformazione di altrettante 67.400                                                                    |
| 1933 R   | 1931/36     | BCz 66.500 BCz 66.501-551                          | 50 83 38-19 000 035 AB                      | 4    | 52       | Riclassificate ABz 66.000 in occasione della soppressione della terza classe nel 1956                                                                              |
| 1949 R   | 1950        | ABz 57.000-005                                     | 50 83 17-21 000 A                           | 4    | 6        | Successivamente trasformate di sola prima classe |
| 1949 R   | 1959/52     | Bz 27.000-078                                      | 50 83 27-19 000-041 B 50 83 37-19 000-34 AB | 4    | 79       | A scompartimenti; 37 unità trasformate in ABz 67.500-536 |